# Meteora (álbum)
Meteora es el segundo álbum del grupo Linkin Park, lanzado el 25 de marzo de 2003. El álbum ha vendido 13 300 000 de copias en todo el mundo, 6 millones solo en los EE. UU. Solo en su primera semana vendió un estimado de 810 000 copias.
Meteora es un disco cargado de una estética plenamente callejera, con grandes influencias del grafiti y con el estilo único que les caracteriza. El nombre del mismo estuvo inspirado en la región rocosa de Meteora en Grecia, donde están construidos numerosos monasterios encima de las piedras.
Este álbum con su rap metal y nu metal, se asemeja a su anterior trabajo, Hybrid Theory, sin embargo este disco se diferenció por ser más melódico en general, alternando también con pequeñas influencias del rock/metal industrial y por la incorporación de nuevos instrumentos, como el uso de un shakuhachi (una flauta japonesa hecha de bambú) como se puede escuchar en la canción "Nobody's Listening", y demás efectos de sonido.
Una vez más, se van alternando a la hora de cantar entre Chester, dándole un toque más melódico combinándolo con una voz metal y, Mike que le da el toque rap al grupo, además de hacer los coros.
En febrero de 2023, se anunció que la banda lanzaría una edición del vigésimo aniversario de Meteora el 7 de abril de 2023. Junto a esto, lanzaron una demostración nunca antes lanzada titulada "Lost" como el sencillo principal de la reedición.

## Antecedentes y producción
Don Gilmore, coprodujo el álbum. Linkin Park grabó más de cuarenta coros para el primer sencillo Somewhere I Belong. Al igual que en su primer larga duración Hybrid Theory, Meteora, fue grabado usando métodos de grabación multipista en el que se graba cada instrumento por separado en lugar de tocar todos a la vez, como se hace en un ambiente de estudio típico. En su primera semana vendió un estimado de 810 000 unidades. Hasta la fecha, ha vendido más de seis millones de copias solo en los EE. UU., y 13'300,000 de copias en todo el mundo. La canción, Session fue nominada para un Premio Grammy por Mejor Interpretación Instrumental de Rock en 2003. "Nobody's Listening" agrega un sonido diferente con la utilización de un Shakuhachi y presenta un sampleo de la misma banda a través del tema "High voltage" que aparece en el lado B del sencillo, One Step Closer y el disco extra de Hybrid Theory. El sampleo es una versión distorsionada del beat de Mike Shinoda que está en el coro de "High Voltage" donde dice "Coming at you from every side" (Viniendo a ti de todas partes)."Session" aparece en la banda sonora de la película, The Matrix Reloaded , así como en el episodio, "In Camelot " de la serie "Los Soprano". "Figure.09" aparece en la película de 2003, SWAT.

## Otras ediciones
Special Edition: Incluía un documental en DVD titulado "Haciendo Meteora"
Tour Edition: Incluía un disco con los videos musicales de "Somewhere I Belong", "Faint", "Numb", y "Breaking the Habit".

### Reedición por el 20.º aniversario
En enero de 2023, la banda comenzó a adelantar el vigésimo aniversario de Meteora al actualizar su sitio web, presentando una cuenta regresiva hasta el 1 de febrero, donde se especuló que anunciarían algo relacionado con su segundo álbum. Cuando concluyó la cuenta regresiva, el sitio web se actualizó nuevamente al estilo de un juego interactivo que avanzaba todos los días hasta el anuncio de "Lost", el 7 de febrero, para conmemorar el 20 aniversario del álbum. La demostración inédita se lanzó el 10 de febrero junto con el anuncio oficial de la reedición del vigésimo aniversario, que se lanzará el 7 de abril de 2023. El CD Deluxe presenta la mezcla original de Andy Wallace de "Lost", llamada "Lost (2002 Mix)", como la pista 14 del primer disco, después de "Numb".
La edición en caja súper de lujo del vigésimo aniversario de Meteora, titulada Meteora20, presenta la lista de canciones original; un lanzamiento extendido de Live in Texas, con pistas previamente omitidas del lanzamiento del CD; una presentación en vivo inédita en Nottingham, Inglaterra en 2003, titulada Live in Nottingham 2003; demos publicadas anteriormente para el club de aficionados de Linkin Park Underground, tituladas LPU Rarities 2.0; grabaciones en vivo publicadas anteriormente, tituladas Live Rarities 2003–2004; demostraciones inéditas, tituladas Lost Demos; y otros tres contenidos inéditos que rodean el álbum, como un documental y otros conciertos en vivo lanzados en DVD.

## Lista de canciones
Todas las canciones escritas y compuestas por Linkin Park. 
| N.º   | Título               | Duración |  |
| 1.    | «Foreword»           | 0:13     |  |
| 2.    | «Don't Stay»         | 3:07     |  |
| 3.    | «Somewhere I Belong» | 3:33     |  |
| 4.    | «Lying from You»     | 2:55     |  |
| 5.    | «Hit the Floor»      | 2:44     |  |
| 6.    | «Easier to Run»      | 3:24     |  |
| 7.    | «Faint»              | 2:42     |  |
| 8.    | «Figure.09»          | 3:17     |  |
| 9.    | «Breaking the Habit» | 3:16     |  |
| 10.   | «From the Inside»    | 2:55     |  |
| 11.   | «Nobody's Listening» | 2:58     |  |
| 12.   | «Session»            | 2:23     |  |
| 13.   | «Numb»               | 3:07     |  |
| 36:34 |                      |          |  |

| Bonus Track para la edición de Spotify |                                                                  |          |  |
| N.º                                    | Título                                                           | Duración |  |
| 14.                                    | «Lying from You» (En directo desde el LP Underground Tour 2003)  | 3:06     |  |
| 15.                                    | «From the Inside» (En directo desde el LP Underground Tour 2003) | 2:56     |  |
| 16.                                    | «Easier to Run» (En directo desde el LP Underground Tour 2003)   | 3:22     |  |
| 45:58                                  |                                                                  |          |  |

| Listado de pistas del videodisco de la edición para conciertos |                      |          |  |
| N.º                                                            | Título               | Duración |  |
| 1.                                                             | «Somewhere I Belong» | 3:44     |  |
| 2.                                                             | «Faint»              | 2:56     |  |
| 3.                                                             | «Numb»               | 3:06     |  |
| 4.                                                             | «Breaking the Habit» | 3:18     |  |
| 13:04                                                          |                      |          |  |

| Disco 2 – Live in Texas |                       |          |  |
| N.º                     | Título                | Duración |  |
| 1.                      | «Don't Stay»          | 3:19     |  |
| 2.                      | «Somewhere I Belong»  | 3:34     |  |
| 3.                      | «Lying from You»      | 3:06     |  |
| 4.                      | «Papercut»            | 3:06     |  |
| 5.                      | «Points of Authority» | 3:25     |  |
| 6.                      | «Runaway»             | 3:07     |  |
| 7.                      | «Faint»               | 2:46     |  |
| 8.                      | «From the Inside»     | 3:00     |  |
| 9.                      | «Figure.09»           | 3:51     |  |
| 10.                     | «With You»            | 3:19     |  |
| 11.                     | «By Myself»           | 4:07     |  |
| 12.                     | «P5hng Me A*Wy»       | 5:04     |  |
| 13.                     | «Numb»                | 3:14     |  |
| 14.                     | «Crawling»            | 3:41     |  |
| 15.                     | «In the End»          | 4:03     |  |
| 16.                     | «A Place for My Head» | 3:56     |  |
| 17.                     | «One Step Closer»     | 4:01     |  |
| 60:39                   |                       |          |  |

| Disco 3 – Live in Nottingham 2003 |                       |          |  |
| N.º                               | Título                | Duración |  |
| 1.                                | «Session»             | 1:14     |  |
| 2.                                | «Don't Stay»          | 3:16     |  |
| 3.                                | «Somewhere I Belong»  | 3:37     |  |
| 4.                                | «Lying from You»      | 3:40     |  |
| 5.                                | «Papercut»            | 3:06     |  |
| 6.                                | «Points of Authority» | 3:26     |  |
| 7.                                | «Runaway»             | 3:53     |  |
| 8.                                | «Faint»               | 2:47     |  |
| 9.                                | «From the Inside»     | 2:56     |  |
| 10.                               | «Hit the Floor»       | 3:18     |  |
| 11.                               | «With You»            | 3:45     |  |
| 12.                               | «Crawling»            | 4:00     |  |
| 13.                               | «In the End»          | 4:30     |  |
| 14.                               | «Easier to Run»       | 4:05     |  |
| 15.                               | «A Place for My Head» | 3:58     |  |
| 16.                               | «One Step Closer»     | 4:04     |  |
| 55:35                             |                       |          |  |

| Disco 4 – LPU Rarities 2.0 |                                                           |          |  |
| N.º                        | Título                                                    | Duración |  |
| 1.                         | «A.06»                                                    | 0:54     |  |
| 2.                         | «Pretty Bird» (Demo de "Somewhere I Belong" 2002)         | 4:05     |  |
| 3.                         | «Sold My Soul to Yo Mama»                                 | 1:58     |  |
| 4.                         | «Standing in the Middle» (con KutMasta Kurt y Motion Man) | 3:22     |  |
| 5.                         | «Program» (Meteora Demo)                                  | 3:32     |  |
| 6.                         | «Faint» (Demo 2002)                                       | 3:11     |  |
| 7.                         | «Figure.09» (demo 2002)                                   | 3:24     |  |
| 8.                         | «Drawing» (Demo de "Breaking the Habit" 2002)             | 3:32     |  |
| 9.                         | «Cumulus» (2002 demo)                                     | 3:04     |  |
| 10.                        | «A-Six» (Original long version)                           | 3:51     |  |
| 11.                        | «Soundtrack» (Meteora demo)                               | 3:16     |  |
| 12.                        | «Broken Foot» (Meteora demo)                              | 2:43     |  |
| 13.                        | «Ominous» (Meteora demo)                                  | 3:08     |  |
| 14.                        | «Unfortunate» (Demo inédito 2002)                         | 2:07     |  |
| 15.                        | «Pepper» (Meteora demo)                                   | 2:56     |  |
| 16.                        | «Breaking the Habit» (original Mike 2002 demo)            | 3:18     |  |
| 17.                        | «Halo» (Demo inédito 2002)                                | 3:42     |  |
| 18.                        | «Rhinocerous» (Demo inédito 2002)                         | 3:35     |  |
| 19.                        | «Attached» (Demo inédito 2003)                            | 3:29     |  |
| 59:07                      |                                                           |          |  |

| Disco 5 – Live Rarities 2003–2004 |                                                                                      |          |  |
| N.º                               | Título                                                                               | Duración |  |
| 1.                                | «Lying from You» (En directo desde el LPU Tour 2003)                                 | 3:04     |  |
| 2.                                | «From the Inside» (En directo desde el LPU Tour 2003)                                | 2:56     |  |
| 3.                                | «Easier to Run» (En directo desde el LPU Tour 2003)                                  | 3:21     |  |
| 4.                                | «Step Up» (live Projekt Revolution 2002)                                             | 4:15     |  |
| 5.                                | «My December» (En directo desde el Projekt Revolution 2002)                          | 4:27     |  |
| 6.                                | «Crawling» (En directo desde el Reading Festival 2003)                               | 3:35     |  |
| 7.                                | «Breaking the Habit» (En directo desde el Rock am Ring 2004)                         | 5:35     |  |
| 8.                                | «Step Up"/"Nobody's Listening"/"It's Goin' Down» (En directo)                        | 4:57     |  |
| 9.                                | «Wish» (En directo desde el Projekt Revolution 2004)                                 | 4:28     |  |
| 10.                               | «One Step Closer» (con Jonathan Davis) (En directo desde el Projekt Revolution 2004) | 3:57     |  |
| 40:35                             |                                                                                      |          |  |

| Disc 6 – Lost Demos |                                           |          |  |
| N.º                 | Título                                    | Duración |  |
| 1.                  | «Lost»                                    | 3:19     |  |
| 2.                  | «Fighting Myself»                         | 3:21     |  |
| 3.                  | «More the Victim»                         | 2:41     |  |
| 4.                  | «Massive»                                 | 3:08     |  |
| 5.                  | «Healing Foot»                            | 3:31     |  |
| 6.                  | «A6» (Demo de "Meteora20")                | 3:55     |  |
| 7.                  | «Cuidado» (Demo de "Lying from You")      | 3:18     |  |
| 8.                  | «Husky» (Demo de "Hit the Floor")         | 3:14     |  |
| 9.                  | «Interrogation» (Demo de "Easier to Run") | 3:40     |  |
| 10.                 | «Faint» (Demo de "Meteora20")             | 3:56     |  |
| 11.                 | «Plaster 2» (Demo de "Figure.09")         | 2:57     |  |
| 12.                 | «Shifter» (Demo de "From the Inside")     | 3:25     |  |
| 13.                 | «Wesside»                                 | 3:14     |  |
| 14.                 | «Resolution»                              | 4:37     |  |
| 48:16               |                                           |          |  |

| Deluxe CD bonus track |                   |          |  |
| N.º                   | Título            | Duración |  |
| 14.                   | «Lost» (2002 mix) | 3:19     |  |

## Músicos
- Chester Bennington: Voz.
- Rob Bourdon: Batería.
- Brad Delson: Guitarra líder.
- Joe Hahn: Turntables, Sampling.
- Mike Shinoda: Rapping, Voz, Guitarra rítmica (Canciones 3, 6-7, 10), Piano (Canciones 9, 13), Sintetizador (canciones 9 y 12), Sampler.
- Dave Farrell: Bajo.

## Posiciones de los sencillos en listas
| Año  | Sencillo             | Listas                            | Posición |
| ---- | -------------------- | --------------------------------- | -------- |
| 2003 | «Somewhere I Belong» | Mainstream Rock Tracks            | No.1     |
| 2003 | «Somewhere I Belong» | Modern Rock Tracks                | No.1     |
| 2003 | «Somewhere I Belong» | The Billboard Hot 100             | No.38    |
| 2003 | «Somewhere I Belong» | BBC Radio One Official Chart show | No.20    |
| 2003 | «Somewhere I Belong» | Canadian Singles Chart            | No.2     |
| 2003 | «Somewhere I Belong» | World Modern Rock                 | No.1     |
| 2003 | «Somewhere I Belong» | World Internet Sales              | No.1     |
| 2003 | «Faint»              | Radio One Official Chart          | No.29    |
| 2003 | «Faint»              | Billboard Modern Rock             | No.1     |
| 2003 | «Faint»              | World Modern Rock                 | No.1     |
| 2003 | «Faint»              | Billboard Mainstream Rock         | No.2     |
| 2003 | «Faint»              | Billboard Hot 100                 | No.38    |
| 2004 | «Numb»               | Billboard Hot 100                 | No.1     |
| 2004 | «Numb»               | Modern Rock Tracks                | No.1     |
| 2004 | «Numb»               | Mainstream Rock Tracks            | No.1     |
| 2004 | «Numb»               | World Modern Rock                 | No.1     |
| 2004 | «Breaking the Habit» | Modern Rock Tracks                | No.1     |
| 2004 | «Breaking the Habit» | Mainstream Rock Tracks            | No.18    |
| 2004 | «Breaking the Habit» | Netherlands Top 40                | No.5     |
| 2004 | «Breaking the Habit» | Canada Muchmusic Chart            | No.7     |
| 2004 | «Breaking the Habit» | China Top 20                      | No.1     |
| 2004 | «Breaking the Habit» | World Modern Rock                 | No.8     |
| 2004 | «Lying from You»     | World Modern Rock                 | No.9     |
| 2004 | «Lying from You»     | Modern Rock Tracks                | No.1     |